# Kanton Saint-Géry
Der Kanton Saint-Géry war bis 2015 ein französischer Wahlkreis im Arrondissement Cahors, im Département Lot und in der Region Midi-Pyrénées; sein Hauptort war Saint-Géry, Vertreter im Generalrat des Départements war zuletzt von 1985 bis 2015, wiedergewählt zuletzt 2008, Michel Quebre. 
Der Kanton war 126,49 km² groß und hatte 2251 Einwohner (Stand: 2012). 
Der Kanton umfasste Wahlberechtigte aus neun Gemeinden:
| Gemeinde           | Einwohner Jahr | Fläche km² | Bevölkerungsdichte | Postleitzahl | Code INSEE |
| ------------------ | -------------- | ---------- | ------------------ | ------------ | ---------- |
| Berganty           | 110 (2013)     | –          | – Einw./km²        | 46090        | 46027      |
| Bouziès            | 78 (2013)      | –          | – Einw./km²        | 46330        | 46037      |
| Cours              | 294 (2013)     | –          | – Einw./km²        | 46090        | 46077      |
| Crégols            | 80 (2013)      | –          | – Einw./km²        | 46330        | 46081      |
| Esclauzels         | 225 (2013)     | –          | – Einw./km²        | 46090        | 46092      |
| Saint-Cirq-Lapopie | 217 (2013)     | –          | – Einw./km²        | 46330        | 46256      |
| Saint-Géry         | 444 (2013)     | –          | – Einw./km²        | 46330        | 46268      |
| Tour-de-Faure      | 357 (2013)     | –          | – Einw./km²        | 46330        | 46320      |
| Vers               | 416 (2013)     | –          | – Einw./km²        | 46090        | 46331      |